# Timothy Peake
Timothy Nigel "Tim" Peake, född 7 april 1972 i Chichester, West Sussex, är Storbritanniens första ESA-astronaut. Den 15 december 2015 blev han den sjunde britten i rymden. 
Den första var Helen Sharman, som besökte rymdstationen Mir i maj 1991.

## Rymdfärder
- Sojuz TMA-19M
- Expedition 46/47